# Nossa Senhora da Babilônia
Nossa Senhora Aparecida de Babilônia é um título de Maria muito conhecido e venerado em São Carlos, estado de São Paulo, no Brasil, em uma área rural chamada Fazenda de Aparecida.
Uma igreja e o Santuário Nossa Senhora Aparecida em sua honra foi erguida em 1870 e uma nova em 1944, constituindo-se no segundo monumento de Nossa Senhora Aparecida. Atualmente a igreja pertence à Paróquia Santa Isabel da Diocese de São Carlos e sua festa oficial é comemorada todo dia 15 de agosto, instituído como feriado municipal. Assim, reunindo os moradores da cidade, vão numa só caminhada de aproximadamente 15 quilômetros até a igreja, para um belo dia de oração e adoração a Deus.